# Huijazoo
Huijazoo es un yacimiento arqueológico mesoamericano ubicado en el Municipio de Santiago Suchilquitongo, a 30 kilómetros de la ciudad de Oaxaca de Juárez. De acuerdo con Instituto Nacional de Antropología e Historia (INAH), este sitio arqueológico recibe localmente el nombre de Cerro de la Campana, porque se cree que algún lugar del sitio se encuentra una campana de oro. Sin embargo geográficamente se le asigna al sitio el nombre de Cerro de la Cantera por los yacimientos cantera rosada. Esta cantera es de alta calidad, se usa para acabados finos en construcciones modernas.

## Reseña histórica
De acuerdo con la Enciclopedia de Municipios, el nombre de Suchilquitongo es una contracción de Xochiliquitonco, que se compone de Xochitl, "flor", Quilitl, "quelitón, quelite", y Tontli, "diminutivo" y de Co, "en"; significa: "en los quelites floridos".
Según estudios de Enrique Méndez, este sitio fue desarrollado aproximadamente 1000 años antes de Cristo, formando aun núcleo social debidamente estructurado, con una conformación social, territorio y debidas formas de gobierno, en el año 300 o 400 d. C., conformando así el asiento de lo que fue el gran señorío de guijazoo, en los edificios donde radicaban los poderes de guijazoo formando la figura de una herradura, que queda entre los pueblos de San Pablo Huitzo hacia el norte y Santiago Suchilquitongo hacia el sur.
Este último pueblo, en el cerro de la campana se ubica la tumba número 5. En 1985 fue motivo de controversia entre autoridades y pueblos de Santiago Suchilquitongo y san Pablo Huitzo, quienes se disputaban la propiedad del territorio donde se ubica la joya arqueológica. Tanto como Huitzo y Suchilquitongo tienen cada cual un cerro llamado Cerro de la Campana, el Cerro de la Campana que se ubica en el lado de san Pablo Huitzo, conocido como El Mogote de la Cueva de la Vieja, apareció una fortaleza muy importante decorada con serpientes, figura que representa al Quetzalcóatl venerado en todas las culturas de Mesoamérica.
Sin embargo, de acuerdo con la Enciclopedia de Municipios, San Pablo Huitzo significa en español Espinazo. También Huexolotitlan quiere decir lugar donde hay guajolotes. Huexolotl, pavo, Guajolote; titlan lugar de. Los zapotecas llamaban a este pueblo  Huijazoo, que quiere decir: atalaya o lugar de guerreros.
La Reseña Histórica de San Pablo Huitzo especifica que la población tiene una antigüedad que se remonta al año 1200 a. C. Por el año 1400 d. C., aproximadamente, se le conocía como Huijazoo y años más adelante, durante la conquista mexica, el poblado se llamó Gueixolotitlan, en 1700 finalmente se cambió por Huitzo.
De acuerdo con las investigaciones arqueológicas, existen evidencias de la construcción, y fechas de ocupación humana más antigua, en el municipio de Huitzo, Barrio del Rosario y otros más recientes dentro del límite territorial de Santiago Suchilquitongo. El complejo “Cueva de la Vieja” no ha sido investigado aún. Se piensa que la evolución de este sitio corresponde con las fechas más tempranas de desarrollo humano en Oaxaca, hay evidencias humanas con una antigüedad de hasta 2799 años (Barrio del Rosario) en Huitzo.
Se ha tratado de relacionar al sitio con la mítica Huijazo o Atalaya de Guerra, cuando  los zapotecas defendieron su nación contra invasores mixtecos, sin embargo no ha sido debidamente documentado.
Sin embargo, aún no se sabe el año en que este centro ceremonial fue abandonado.

## Descripción de la zona arqueológica
El complejo arquitectónico se ubica en la cima del cerro a una altura de 150 metros, tiene una posición excepcional, en días claros otorga una vista de hasta cuarenta kilómetros. Este sitio prehispánico va más allá de los límites actuales y cubre los municipios de San Pablo Huitzo y de Santiago Suchilquitongo. El sitio se compone de tres conjuntos arquitectónicos alrededor de los cuales la población actual se desarrolló, al más antiguo se le denomina Barrio del Rosario, otro más en Huitzo es conocido como La Cueva de la Vieja y por último el Cerro de la Campana en el municipio de Suchilquitongo.
La superficie de asentamiento, nivelada artificialmente, permitió la construcción de ocho edificaciones de más de cuatro metros de altura y con cimentaciones de veinticinco metros por lado. En su apogeo, las laderas del cerro tuvieron mamposterías recubiertas con aplanados de estucos de cal, conformando una fortaleza. Hay restos de plataformas y edificaciones menores en las laderas, así como terrazas, recubiertas de estucos, se considera hubo acceso restringido. Tres de los edificios semi-restaurados evidencian paramentos sobrepuestos con escalinatas remetidas contra la fachada. Resaltan escaleras laterales del acceso principal en uno. Los ocho edificios tienen en su cumbre, recintos de un solo cuarto con un vestíbulo al frente. Por indicios encontrados, presumiblemente eran utilizados por sacerdotes, hechiceros y nobles para ceremonias, observaciones astronómicas y sacrificios humanos. Por las decoraciones en las fachadas de algunos de estos edificios, se piensa que estuvieron dedicados al culto de Cocijo, dios de la lluvia. Investigadores del sitio piensan que cada uno de los ocho edificios tiene tumbas, por lo que esta zona podría ser una necrópolis.
El sitio fue diseñado con un eje longitudinal de oriente a poniente, las tres plazas están en diferentes niveles al piso del Patio Hundido o Cancha de juego de pelota. El desnivel entre el Edificio 1 y el piso del Patio Hundido, 6.50 metros, el desnivel entre el patio del Edificio 3 y el piso de la Plaza Principal es de 4.60 metros.

## Tumba 5 de Huijazoo
En 1985 se descubrió la Tumba 5 en el Edificio 1. Esta tumba es contemporánea con la Tumba 105 de Monte Albán, es probablemente el elemento funerario más bello en Oaxaca. La tumba está localizada bajo el mencionado edificio a 6.5 metros de profundidad, nivel similar al que tiene el piso del Patio Hundido en el centro del conjunto.
La tumba de Huijazoo data del período clásico de la cultura zapoteca (650-900 a. C.). En el sitio hay una explanada formada por tres montículos. La de en medio es la pirámide principal, con una Cruz de piedra en la parte superior donde la gente de la ciudad cercana venera a su santo patrón cada año. En el lado derecho de este montículo hay otro todavía inexplorado. A la izquierda hay otro montículo pequeño y bajo este se encuentra la tumba. La entrada esta estratégicamente colocada: todos los caminos se pueden ver claramente.
La tumba se encuentra bajo el montículo a una profundidad de cinco metros. El acceso es por medio de pasos cubiertos de estuco. La entrada fue bloqueada por una piedra grande que se ha quitado. Sobre el dintel hay una máscara cubierta de estuco trabajada en alto relieve, que se dice que es el rostro de una serpiente con mandíbulas abiertas, desde el cual emerge el rostro de un pájaro rojo con ojos grandes.
En seguida hay dos antecámaras: la primera se compone de dos nichos estrechos donde hay algunos diseños de un color rojo anaranjado, pero se han perdido la mayoría de los diseños; la segunda antecámara consta de dos nichos con tres paredes policromáticas, que representan a diversas figuras humanas.
En la pared norte del nicho oeste, se puede ver una figura completa, totalmente vestida, que parece ser una sacerdotisa. Ella lleva orejeras verde y ocre, un penacho elaborado con rico plumaje y un huipil blanco y rojo oscuro. En su mano derecha sostiene una bolsa de copal verde, naranja y marrón, el diseño completo contorneado en negro. En esta sala hay cuatro dinteles cubiertos en estuco, en el centro de cada uno de ellos hay un cuadrado pintado de rojo. Sobre el dintel Norte hay una máscara grande trabajada en alto relieve que se dice que es la cara de un jaguar con mandíbulas abiertas, con un elaborado penacho con diseños geométricos. De las fauces del jaguar emerge la cara y los brazos de una figura parecida a un murciélago. Estos dinteles descansan sobre bloques de piedra llamados jambas. Hay diez jambas, cada una tallada en bajo relieve, de figuras distintivas con vestimentas detalladas, pintadas de rojo.
El piso de la tumba, así como los escalones a la cámara funeraria, están hechas de arcilla cubierta de estuco. La cámara funeraria comprende tres paredes, al este y oeste dividida horizontalmente por una línea blanca. La base de los muros es rojo anaranjado y la parte superior muestra una procesión de figuras humanas. Todas las figuras tienen penachos de plumas verdes, así como vestidos marrón claro vestidos, placas pectorales y sandalias. Las caras de cada uno tienen diferentes expresiones. Algunas de las figuras han perdido parte de sus detalles y colores. El nivel inferior de las paredes muestra figuras humanas de diferentes tipos, más grande que las de la parte superior nivel y sus caras son las de animales tales como jaguar y serpientes. Sus vestiduras son similares, compuesto de una falda corta, collares de cuentas, orejeras, y en una mano llevan una bolsa de copal, mientras que en la otra sostienen una flor estilizada. Todas las figuras ven al norte.
La pared norte es la más pequeña y tiene las menor número de imágenes. Se puede distinguir algunas plumas verdes y los restos de caras pintadas. En la parte central y más alta de la pared hay un pequeño nicho.
Se encontró una estela decorada en bajo relieve en esta sala. Está dividida en dos partes: en la parte superior hay dos figuras humanas, un joven con una falda y el torso desnudo y delante de él un hombre mayor con un penacho elaborada, sentado en una posición de mayor rango. En frente de esta segunda figura hay un pictograma del Dios nariz larga con orejeras y un collar, así como un glifo representando el número trece monos. En la parte inferior de la estela están las figuras de una mujer y un hombre viejo.
En el interior de la tumba se encontraron varias urnas de arcilla y recipientes, así como los restos esqueléticos de un hombre joven. El tejado puntiagudo es hecho de grandes bloques de piedra, y los espacios entre estos rellenos con pequeñas piedras y tierra. El tipo de piedra usada para hacer la tumba puede encontrarse cerca del sitio y sigue siendo utilizada por los habitantes locales para la construcción." La Tumba número cinco está cerrada al público debido a la fragilidad de las pinturas contenidas dentro. Solo se puede entrar con permiso del INAH. La tumba está bloqueada y sellada en este momento. Hemos visto fotos de las pinturas y son probablemente las mejor conservadas en Mesoamérica.
La zona arqueológica no está abierta al público.

## Museo de Sitio
En San Pablo Huitzo, se encuentra un pequeño museo de piezas prehispánicas y arte colonial religioso.

## Orientación del sitio Huijazoo
El astrónomo George DeLange, siempre busca alineamientos astronómicos. Una alineación inusual que notó es que todo el plan de esta ciudad parece estar en una alineación muy diferente que la mayoría de las ciudades de Mesoamérica. Parece estar alineados en una alineación SE a NW. Se Sospecha que la alineación puede haber sido a los solsticios, en lugar de equinoccio como la mayor parte de la serie de las ciudades de Mesoamérica.